# Simone Federici
Simone Federici (Tivoli, 15 luglio 1993) è un pugile italiano della categoria massimi leggeri, per tre volte campione italiano e campione continentale WBC America 2019-2022.

## Biografia
Residente a Corcolle, quartiere est di Roma, Simone Federici è cresciuto pugilisticamente attraverso gli insegnamenti dello zio Franco Federici, ex professionista e allenatore della nazionale italiana di pugilato.
Debutta nei dilettanti nel 2008 a 13 anni e disputa 34 match con 28 vittorie e 6 sconfitte.
Il 28 febbraio 2009 vince il titolo di campione italiano sfidando Savino Roberto. Il 17 novembre 2009 si rigiudica il titolo italiano contro Tommaso Rossano.
Il 9 aprile 2010 diventa campione italiano ed il 28 novembre 2010 battendo Fabio Turchi si giudica per la terza volta il titolo italiano dei pesi massimi leggeri.
Esordisce nel professionismo nel dicembre 2013, con 20 vittorie, 2 sconfitte e 1 pari.
Il 1 luglio 2017 battendo Francesco Cataldo, vince per la prima volta da professionista il titolo di campione italiano dei pesi massimi leggeri. Lo stesso anno, il 3 luglio 2017 si rigiudica per la seconda volta la cintura vincendo contro Marco Scafi. Il 10 marzo 2018 vince per la terza volta il titolo italiano disputando il match contro Maurizio Lovaglio. Nello stesso anno, il 27 luglio 2018, conquista il titolo del Mediterraneo IBF battendo ai punti il georgiano Zura Mekereshvili.
Il 23 novembre 2019 vince il match contro Stivens Bujaj sul ring del Paramount Theatre di New York aggiudicandosi il titolo continentale WBC americano di categoria.
Il 9 aprile 2022, al Rivers Casino Event Center di Schenectady, nello stato di New York, Simone Federici ha mantenuto il suo titolo WBC Continental America dei massimi leggeri battendo ai punti il 25enne ucraino residente a Pittsburgh, Lyubomyr "Demolition Man" Pinchuk (14-3-1, 8 KO). Il match ha fatto conquistare a Federici anche la cintura WBA NABA Gold che deteneva l’ucraino Pinchuk.

## Record professionistico
| Risultato | Avversario           | Data              | Città                                          | Note                                                                                      |
| --------- | -------------------- | ----------------- | ---------------------------------------------- | ----------------------------------------------------------------------------------------- |
| Vittoria  | Levani Lukhutashvili | 05 febbraio 2023  | Genova                                         |                                                                                           |
| vittoria  | Lyubomyr Pinchuk     | 9 aprile 2022     | Schenectady, NY                                | Si riconferma campione World Boxing Council Continental Americas e vince la WBA NABA Gold |
| Vittoria  | Abderrazek Kobba     | 28 marzo 2021     | Latina                                         |                                                                                           |
| Vittoria  | Mile Nikolic         | 21 dicembre 2019  | Palombara sabina                               |                                                                                           |
| Vittoria  | Stivens Bujaj        | 23 novembre 2019  | Paramount Theatre, Huntington                  | Vince il titolo internazionale World Boxing Council Continental Americas                  |
| Vittoria  | Abdullah Arabie      | 5 ottobre 2019    | Frosinone                                      |                                                                                           |
| Sconfitta | Joel Tambwe Djeko    | 22 febbraio 2019  | Paramount Theatre, Huntington                  |                                                                                           |
| Vittoria  | Zura Mekereshvili    | 27 luglio 2018    | Fondi                                          | Vince il titolo del Mediterraneo IBF                                                      |
| Vittoria  | Maurizio Lovaglio    | 10 marzo 2018     | PalaGems, Roma                                 | Vince il titolo italiano dei pesi massimi leggeri                                         |
| Vittoria  | Marco Scafi          | 3 novembre 2017   | PalaGems, Roma                                 | Vince il titolo italiano dei pesi massimi leggeri                                         |
| Vittoria  | Francesco Cataldo    | 1 luglio 2017     | Stadio Comunale, Pomezia                       | Vince il titolo italiano dei pesi massimi leggeri                                         |
| Pareggio  | Vladimir Reznicek    | 3 marzo 2017      | PalaMilone, Crotone                            |                                                                                           |
| Vittoria  | Dmitrij Kalinovskij  | 26 dicembre 2016  | Reggio Emilia                                  |                                                                                           |
| Vittoria  | Mile Nikolic         | 16 settembre 2016 | Palestra Boni, Mantova                         |                                                                                           |
| Vittoria  | Mirnes Denadic       | 29 settembre 2016 | Ceccano                                        |                                                                                           |
| Sconfitta | Nicola Ciriani       | 21 novembre 2015  | Polisportivo Comunale , Manzano                |                                                                                           |
| Vittoria  | Istvan Kun           | 21 giugno 2015    | Colonna                                        |                                                                                           |
| Vittoria  | Aleksandar Todorovic | 29 maggio 2015    | Royal Dancing , Roma                           |                                                                                           |
| Vittoria  | Marco Colic          | 13 marzo 2015     | Palasport, Falconara Marittima                 |                                                                                           |
| Vittoria  | Drazen Ordulj        | 20 luglio 2014    | Sequals, Pordenone                             |                                                                                           |
| Vittoria  | Marko Martinjak      | 28 marzo 2014     | Palasport Mario D'Agata - Le Caselle, Arezzo   |                                                                                           |
| Vittoria  | Josko Basic          | 22 febbraio 2014  | Palestra Giovanni XXIII, Villanova di Guidonia |                                                                                           |